# Falmenta
Falmenta település Olaszországban. Lakosainak száma 127 fő (2018. január 1.). Falmenta Aurano, Cavaglio-Spoccia, Miazzina, Trarego Viggiona, Cannobio és Gurro községekkel határos.

## Népesség
A település népességének változása:

| 2017 | 133 |
| 2018 | 127 |